# مقاطعة أنيني نوي
مقاطعة أنيني نوي مقاطعة في شرق وسط مولدوفا.
بتاريخ 1 يناير 2011، بلغ عدد سكان المقاطعة 83100. مركز المقاطعة في مدينة أنيني نوي.